# James Norris Sr.
James Norris Sr. (10 de diciembre de 1879 - 4 de diciembre de 1952) fue directivo en la National Hockey League.
Nacido en St. Catharines, Canadá, Norris fue propietario de los Detroit Red Wings desde 1933 hasta 1952. Durante este periodo, los Red Wings ganaron la Stanley Cup en cinco ocasiones. El Trofeo Norris y la antigua División Norris son denominados así en su memoria. Su hijo, Bruce Norris, llegó a ser también presidente de los Red Wings, manteniendo el nombre de la familia Norris en el equipo de Detroit casi durante medio siglo.
Fue elegido como miembro del Salón de la Fama del Hockey en 1958.